# Observatoire de Rome
L'Observatoire de Rome (en italien : Osservatorio Astronomico di Roma) est l'un des douze observatoires astronomiques d'Italie. Il se compose de deux sites : Monte Porzio Catone et Monte Mario. La Station d'observation de Campo Imperatore, précédemment gérée par l'observatoire romain, fait partie de l'Observatoire astronomique des Abruzzes depuis 2017.

## Monte Porzio Catone
Monte Porzio Catone se situe approximativement à 20 km au sud-est de Rome, à 40 minutes environ de l'Aéroport de Rome Fiumicino et à 20 minutes environ de l'Aéroport international de Rome Ciampino.

## Monte Mario
Monte Mario (code IAU 034) est la seule station parmi les trois située à l'intérieur de Rome, au 84 via del Parco Mellini, dans la zone nord-ouest de la ville.

## À noter
Son directeur est Fabrizio Fiore .

## Astéroïdes découverts
| (120097) 2003 EG50 | 10 mars 2003 |
| (120098) 2003 EJ50 | 10 mars 2003 |